# Deanna Troi
Deanna Troi è un personaggio immaginario dell'universo fantascientifico di Star Trek. Appare nelle serie televisive The Next Generation, Voyager, Lower Decks e Picard, oltre che nei quattro film che vedono protagonista l'equipaggio di The Next Generation, dove viene interpretata da Marina Sirtis.
Deanna Troi è per metà Betazoide, per parte di madre (Lwaxana Troi) e per metà Umana, per parte di padre (l'ufficiale della Flotta Stellare Andrew Troi). Questo le permette di essere empatica, avere cioè ridotte capacità telepatiche. A bordo dell'Enterprise D ed E, svolge il ruolo di consigliere di bordo, cioè sorta di psicologo/psicoterapeuta che aiuta l'equipaggio in caso di difficoltà emotive, ma anche aiuta il capitano Jean-Luc Picard, grazie alle sue doti empatiche, quando si trova a confrontarsi con esseri sconosciuti, o alieni, potenzialmente ostili.

## Caratteristiche del personaggio
Il consigliere Troi è uno dei personaggi più persistenti della serie Star Trek: The Next Generation. 
Deanna Troi è l'unico componente dell'equipaggio spesso in abiti civili, vagamente esotici, contraddistinti da colori vivaci e ampie scollature. Deanna porta lunghi capelli castano scuro ricci, ha la carnagione chiara e le iridi degli occhi completamente nere (tipico della razza betazoide). Tiene molto al proprio aspetto e anche sul lavoro esprime senza timore la propria femminilità e sensualità. Marina Sirtis ha affermato che il suo ruolo era proprio quello di rendere la serie più sexy. 
Gentile, premurosa, dolce e sensibile, Deanna è molto espressiva e con il linguaggio del corpo manifesta in modo evidente non tanto le proprie emozioni, quanto quelle che percepisce dagli altri. Per la sua eccezionale empatia, in alcune occasioni è stata scelta, non sempre di sua volontà, da esseri alieni incorporei o telepati che hanno utilizzato il suo "corpo ospite" per riuscire a comunicare con gli umani.
Ha una passione per i dolci, specialmente il cioccolato, che considera seriamente come una piacevole esperienza sensoriale, infatti è solita consumarlo per tornare di buon umore nei momenti di stress.
Durante la sesta stagione Troi ha dovuto temporaneamente indossare l'uniforme regolamentare. In quell'occasione il comando dell'Enterprise era stato temporaneamente affidato al capitano Eward Jellico (durante quel periodo Picard era stato assegnato a una missione segreta). I produttori decisero che il nuovo look di Troi era utile alla serie e quindi lo mantennero.
Per rendere il personaggio più visibile i produttori decisero di fargli compiere anche mansioni non originariamente previste come la decisione di concorrere per una promozione, quando nell'ultima stagione viene promossa al grado di comandante, pur restando consigliere, divenendo un effettivo ufficiale di plancia.
L'accento di Troi (nella versione inglese) è un'altra delle caratteristiche del personaggio che sono mutate con il passare del tempo. Originariamente a Marina Sirtis (che nella vita reale ha un accento inglese) venne chiesto di creare un suono esotico, come di un accento slavo. Col trascorrere delle puntate i produttori dovettero introdurre altri Betazoidi e il loro accento era tendente a quello americano, allora decisero con l'attrice di modificare gradualmente l'accento di Troi per renderlo più convenzionale. Infatti nei film di Star Trek Sirtis recita utilizzando il suo accento naturale. 

## Storia del personaggio

### Infanzia e gioventù
Deanna Troi è nata il 29 marzo 2336 a El-Nar sul pianeta Betazed. Sua madre, Betazoide, è l’ambasciatrice Lwaxana Troi e suo padre, Umano, è il tenente della Flotta Stellare Ian Andrew Troi. Benché Troi difetti nelle capacità extrasensoriali rispetto a un Betazoide (per via della sua parte umana), è dotata di una forte empatia che le consente di indagare gli alieni ostili che incontra e di una limitata capacità telepatica; ella infatti può trasmettere e ricevere telepaticamente solo quando è vicina al soggetto ricevente e/o trasmettitore. Le sue capacità empatiche, comunque, sono limitate agli alieni con una struttura cerebrale simile a quella umana.
Fin da bambina era stata promessa sposa a un Umano di nome Wyatt Miller. Si sarebbero dovuti sposare quando fossero diventati adulti, ma pochi giorni prima del matrimonio i due si sono lasciati e le nozze sono state annullate. Essendo cresciuta su Betazed, Deanna ha avuto poche possibilità di entrare in contatto con la cultura umana ma il padre la sera le raccontava storie western per farla addormentare e questo ha prodotto un suo interesse per il genere. Troi aveva una sorella maggiore di nome Kestra, ma non è mai riuscita a conoscerla, dato che quest'ultima è morta quando Deanna era ancora neonata. Qualche anno dopo muore anche suo padre, probabilmente durante una missione.
Intorno al 2358 Deanna conosce William Riker, all'epoca giovane guardiamarina, e con lui inizia una relazione che durerà per qualche anno, per poi terminare bruscamente quando lui verrà promosso. 
Troi si laurea in seguito all'università di Betazed con la qualifica di psicologa. Nel 2355 entra nell'Accademia della Flotta, diplomandosi quattro anni dopo e specializzandosi in psicologia.
Non si sa alcunché di lei fra il 2361 e il 2364. In quest'ultimo anno la ritroviamo, col grado di tenente comandante, sull'Enterprise D.

### Star Trek: The Next Generation
Nel 2364 viene assegnata all'astronave Enterprise D come consigliere e psicologa di bordo, dove rincontra William (che lei chiama affettuosamente “Imzadi”).
Quello sull'Enterprise sembra essere il suo primo incarico; sebbene il suo grado sia quello di tenente comandante, Troi viene sempre chiamata con l'appellativo di "consigliere".
Nel 2365 Deanna ha avuto un figlio chiamato Ian Andrew, come suo padre. Il figlio era stato generato da un'entità di energia con cui era entrata in contatto. Suo figlio è invecchiato molto velocemente ed è morto dopo pochi giorni.
Nel 2370 manifesta la sua intenzione di fare carriera nella flotta come ufficiale e dopo aver sostenuto alcuni esami con il sostegno di Riker viene promossa al grado di comandante, divenendo nel contempo un effettivo ufficiale di plancia, che può ottenere il comando temporaneo della nave in assenza del capitano, del primo e del secondo ufficiale.

### Voyager
Troi appare in tre episodi della serie Voyager in cui aiuta il suo amico, il tenente Reginald Barclay nel progetto Pathfinder, volto a prendere contatto con la lontanissima nave USS Voyager, dispersa nel quadrante delta.

### Film
Nel 2372 dopo l'atterraggio di emergenza dell'Enterprise D viene trasferita sull'Enterprise E.
Nel 2379 dopo una lunga relazione con lunghi periodi di pausa Deanna Troi sposa William Riker. Dopo il matrimonio viene trasferita sulla USS Titan, astronave assegnata al comando di suo marito.

### Star Trek: Picard
Nel 2399 si viene a sapere che vive da alcuni anni una vita ritirata sul pianeta Nephente, con il marito William e la loro figlia Kestra.

### Timeline alternative
In un futuro alternativo creato da Q, Troi muore per cause sconosciute (sebbene sembra sia stato un incidente) nel 2377. Per via della sua morte Worf (che aveva iniziato una storia romantica con Deanna) e Riker rompono la propria amicizia. Jean-Luc Picard riesce a evitare questi eventi e decide di raccontare al suo equipaggio il futuro alternativo che ha conosciuto.

### Altri media
Secondo i romanzi della serie Imzadi scritti da Peter David, Deanna Troi decise di entrare nella Flotta Stellare per seguire William T. Riker con cui aveva una relazione romantica. Questa parte della vita di Troi non è specificata nei film o nelle serie televisive, ma viene ugualmente considerata canonica e quindi parte integrante dell'universo di Star Trek.

## Sviluppo
Nel 1987 Marina Sirtis, dopo aver partecipato in un piccolo ruolo all'episodio All’altro capo del mondo, della serie televisiva Hunter, era completamente al verde e sfiduciata nella sua carriera di attrice. Intenzionata a fare ritorno a casa, nel Regno Unito, quando fece un'audizione per il ruolo dell'ufficiale capo della sicurezza della nave stellare USS Enterprise D, il tenente Macha Hernandez, personaggio che poi sarebbe diventato Tasha Yar. Fece in totale cinque audizioni, tutto con Gene Roddenberry e gli altri esecutivi. Roddenberry la prese in simpatia quasi subito. Al contempo Denise Crosby, che in seguito sarebbe diventata Tasha Yar, fece un provino per il ruolo di Deanna Troi. Ma Marina Sirtis aveva un'aria più "esotica" e quindi più adatta per il ruolo di Deanna. Dopo i provini, senza essere stata ancora scritturata, la Sirtis stava per fare ritorno a casa, quando ricevette la telefonata che l'avvertiva di essere stata scelta per il ruolo di Deanna Troi. In seguito ha dichiarato che se la telefonata fosse arrivata un'ora più tardi, l'avrebbe persa e sarebbe tornata nel Regno Unito: il suo visto stava per scadere e se fosse rimasta un giorno in più, avrebbe potuto incorrere in problemi legali. Per Marina Sirtis Star Trek è stata la sua prima grande occasione. Prima di Deanna Troi, la sua carriera di attrice non stava andando da nessuna parte: «Quando abbiamo iniziato a lavorare, tutto quello che ci hanno detto di Star Trek: The Next Generation era che ci erano garantiti 26 episodi. Quindi quello è stato il lavoro più lungo che abbia mai avuto».
Inizialmente, il creatore della serie Gene Roddenberry intendeva che Deanna Troi fosse "un piacere per gli occhi": bella, sexy e non molto brillante. Aveva anche pensato che avesse quattro seni, prima che sua moglie gli dicesse che era una cattiva idea. Prima di iniziare le riprese, venne detto alla Sirtis di perdere 5 kg, ma lei pensava che avrebbe dovuto perderne anche di più, dato che avrebbe indossato spesso abiti attillati con scollature profonde. Dopo sei anni, i produttori decisero di lasciar perdere il personaggio di Deanna Troi "sexy e senza cervello" e farne un personaggio più forte. «Ero elettrizzata quando ho ricevuto la mia uniforme regolamentare della Flotta Stellare... Mi ha coperto la scollatura e mi sono ripresa il cervello, perché quando hai la scollatura non puoi avere anche il cervello a Hollywood... Mi è stato permesso di fare le cose che non mi era stato permesso di fare per cinque o sei anni. Sono andata con la squadra di sbarco, ero responsabile del personale, ho riavuto i gradi, ho avuto il phaser, ho avuto di nuovo tutto l'equipaggiamento ed era favoloso. Ero assolutamente entrusiasta».

## Interpreti

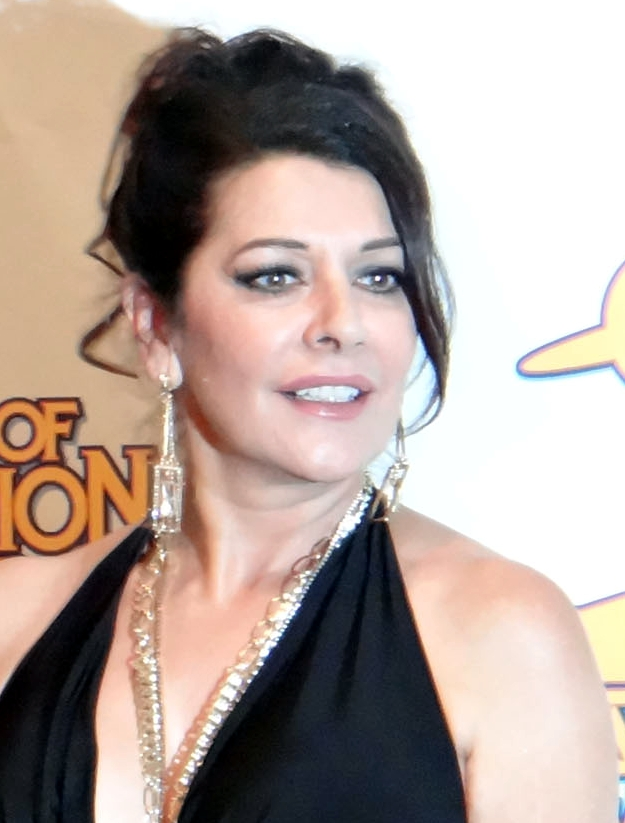
Marina Sirtis, interprete di Deanna Troi

Deanna Troi viene interpretata dall'attrice britannica, di origini greche, in seguito naturalizzata statunitense, Marina Sirtis. Sirtis impersona la Betazoide dal 1987 al 1994, in 166 episodi dei totali 178 della serie Star Trek: The Next Generation; negli episodi della sesta e settima stagione della serie Star Trek: Voyager, Pathfinder (Pathfinder, 1999), La linea della vita (Life Line, 2000) e Il messaggero (Inside Man, 2000); nell'episodio della quarta stagione della serie televisiva Star Trek: Enterprise, Federazione prossima frontiera (These Are The Voyages..., 2005); nell'episodio della prima stagione della serie televisiva Star Trek: Picard, Nepenthe (Nepenthe, 2020).
Sirtis impersona poi Deanna Troi in tutti i film con protagonista l'equipaggio dell'Enterprise E e D, capitanato da Jean-Luc Picard, Generazioni (Star Trek: Generations, 1994), Primo contatto (Star Trek: First Contact, 1996), Star Trek - L'insurrezione (Star Trek: Insurrection, 1998) e Star Trek - La nemesi (Star Trek: Nemesis, 2002)) 
Sirtis presta inoltre la voce al personaggio nell'episodio della prima stagione della serie animata Star Trek: Lower Decks, Nessuna piccola parte (No Small Parts, 2020), e nell'episodio della quarta stagione della serie animata I Griffin (Family Guy), Il mio migliore amico (Peter's Got Woods, 2005). Doppia ancora Deanna Troi nei videogiochi del franchise Star Trek: The Next Generation - A Final Unity (1995),  Generations (1997) e Family Guy: The Quest for Stuff (2014).
Nell'episodio della settima stagione della serie Star Trek: The Next Generation, La porta chiusa (Dark Page, 1993), Deanna viene interpretata da bambina in fasce da Candace Rose Villwock e da Nicole Villwock.
Nelle edizioni in lingua italiana delle opere del franchise di Star Trek, Deanna Troi viene doppiata da: Anna Rita Pasanisi (Star Trek: The Next Generation, Primo contatto, Star Trek - La nemesi, Star Trek: Enterprise, Star Trek: Picard, Star Trek: Lower Decks e I Griffin); Ida Sansone (Generazioni); Isabella Pasanisi (Star Trek: L'insurrezione).

## Accoglienza
Nel 2015 Steven Birkner di The Agony Booth ha comparato il personaggio di Deanna Troi con quello di Leonard McCoy della serie classica, poiché entrambi i personaggi vengono collocati frequentemente sul ponte della nave, luogo che non compete loro, senza alcun reale motivo. Nel 2016 Graeme McMillan di Wired ha classificato Deanna Troi al 24º posto tra i più importanti personaggi della Flotta Stellare dell'universo di Star Trek. Nel 2017, Liz Shannon Miller di IndieWire ha classificato Deanna Troi come il 9° miglior personaggio di Star Trek: The Next Generation, motivando che «interpretare un "empatico" è un requisito strano per un attore e Deanna Troi ha dovuto affrontare molte strane trame. [...] E indossava delle tute divertenti! Troi è stata fantastica!». Sempre nel 2017 Sara Schmidt di Screen Rant ha classificato Deanna Troi al 12º posto in una lista delle più attraenti persone dell'intero universo di Star Trek, motivando che il personaggio è dotato di «una voce lirica e rassicurante [...] è una splendida creatura metà umana e metà betazoide che può lenire le anime ferite, offrire buoni consigli e percepire le emozioni».
Nel 2018 Chris Snellgrove di CBR.com ha classificato il consigliere Troi al 25º posto tra i migliori personaggi della Flotta Stellare di Star Trek, constatando come il suo ruolo di empatica a bordo dell'Enterprise D sia stato sfruttato male dagli sceneggiatori, quando invece avrebbe potuto risolvere facilmente e rapidamente molte situazioni. Nel 2019 S.E. Fleenor di SyFy Wire classifica Deanna Troi come il sesto personaggio più sexy di Star Trek. Nel 2020 Marshall Honorof di Tom's Guide raccomanda la visione degli episodi di The Next Generation, Il rapimento (Ménage à Troi, 1990), Il volto del nemico (Face of the Enemy, 1993) e  Radioattività (Thine Own Self, 1994), poiché presentano le storie più interessanti di questo personaggio. Nel 2020 Brian Silliman di SyFy Wire si è espresso molto positivamente a proposito dell'apparizione di Deanna Troi nell'episodio Nepenthe (Nepenthe, 2020) della prima stagione della serie televisiva Star Trek: Picard, motivando che l'episodio presenta «Deanna Troi al suo meglio, con Marina Sirtis all'apice della sua forza».

## Filmografia

### Cinema
- Generazioni (Star Trek: Generations), regia di David Carson (1994)
- Primo contatto (Star Trek: First Contact), regia di Jonathan Frakes (1996)
- Star Trek - L'insurrezione (Star Trek: Insurrection), regia di Jonathan Frakes (1998)
- Star Trek - La nemesi (Star Trek: Nemesis), regia di Stuart Baird (2002)

### Televisione
- Star Trek: The Next Generation - serie TV, 166 episodi (1987-1994)
- Star Trek: Voyager - serie TV, episodi 6x10-6x24-7x06 (1999-2000)
- Star Trek: Enterprise - serie TV, episodio 4x22 (2005)
- I Griffin (Family Guy) - serie animata, episodio 4x11 (2005)
- Star Trek: Lower Decks - serie animata, episodio 1x10 (2020)
- Star Trek: Picard - serie TV, 7 episodi (2020-2023)

## Libri (parziale)

### Romanzi
- Peter David, Imzadi, collana Star Trek: The Next Generation, Imzadi, vol. 1, New York, Pocket Books, 1998, ISBN 0671026100.
- Peter David, Triangle, collana Star Trek: The Next Generation, Imzadi, vol. 2, New York, Pocket Books, 1999, ISBN 0671025384.
- Peter David, Imzadi Forever, collana Star Trek: Signature Edition, New York, Pocket Books, 2003, ISBN 0743485106.

## Videogiochi
- Star Trek: The Next Generation - A Final Unity (1995)
- Generations, regia di Simon Ffinch, Guymond Louie e Rick Rasay (1997)
- Family Guy: The Quest for Stuff (2014)
- Star Trek Online (2010)
- Star Trek Timelines (2016)